# Rex Harrison
Sir Rex Harrison, all'anagrafe Reginald Carey Harrison (Huyton, 5 marzo 1908 – New York, 2 giugno 1990), è stato un attore britannico.

## Biografia
Tipico rappresentante della figura del gentleman inglese, interprete misurato, elegante e disinvolto, Harrison iniziò la sua carriera d'attore all'età di 18 anni, lavorando al "Liverpool Rep Theatre". Il successo giunse con l'interpretazione nello spettacolo French Without Tears di Terence Rattigan, in cui dimostrò tutte le squisite capacità attoriali che gli consentirono di ottenere successivi ruoli di brillante protagonista in commedie leggere. Negli anni trenta e quaranta si affermò sia in Inghilterra che negli Stati Uniti come il "miglior attore di commedie leggere del mondo", grazie al suo stile ironico e sofisticato, di cui fece ampio sfoggio nei lavori teatrali tratti da opere di grandi commediografi come Noël Coward, Christopher Fry e Thomas Stearns Eliot.
Negli stessi anni anche il cinema scoprì il suo talento. In Inghilterra ottenne il suo primo successo tratteggiando la gustosa figura di un reporter nel film La segretaria (1936) di Walter Reisch. Dotato di un humour sottile, divenne l'interprete ideale della commedia cinematografica inglese in pellicole quali Patrizia e il dittatore (1937) e Spirito allegro (1945).

### Carriera
Ma sarà a Hollywood che l'attore diverrà una vera star dello schermo, spaziando nei generi più disparati: dalle commedie sofisticate Infedelmente tua (1948) e Letto matrimoniale (1952), al film Anna e il re del Siam (1946), al thriller Merletto di mezzanotte (1960), ai film storici Cleopatra (1963), Il tormento e l'estasi (1965), concedendosi anche un'incursione nel genere fantasy con Il fantasma e la signora Muir (1947).

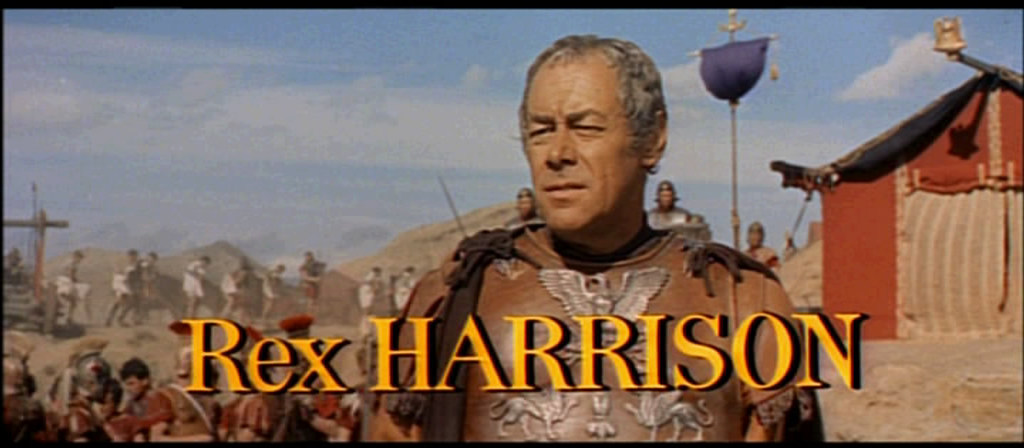
Harrison nel trailer di Cleopatra (1963)

L'attore continuò a recitare in teatro anche in America e, nel giro di dieci anni, si aggiudicò ben due Tony Award per la sua attività sul palcoscenico: nel 1949 grazie all'interpretazione nel drammatico Anne of the Thousand Days di Maxwell Anderson e nel 1957 per la sua performance dell'elegante Prof. Higgins nel musical My Fair Lady di Alan Jay Lerner, ispirato al Pigmalione di Shaw, applaudito sulle scene di Londra e di Broadway. Nel 1964 My Fair Lady diventò un film, per la regia di George Cukor, e Harrison venne chiamato a riprendere la sua interpretazione al fianco di Audrey Hepburn, guadagnandosi anche un premio Oscar.
Negli anni settanta e ottanta l'attore continuò l'attività artistica, dividendosi tra teatro, cinema e televisione. Nel 1989 venne nominato Sir dalla regina Elisabetta II d'Inghilterra.

### Vita privata
Nel 1934 sposò Collette Thomas, da cui ebbe un figlio (Noel, nato lo stesso anno), e dopo il divorzio nel 1942, si risposò con la collega Lilli Palmer (con cui visse a Portofino dal 1950 al 1955), sua compagna talvolta anche sulle scene, da cui ebbe un altro figlio e da cui divorziò poi nel 1957. Harrison si risposò altre quattro volte: con le attrici Kay Kendall (1957-1959) e Rachel Roberts (1962-1971), poi con Elizabeth Rees (1971-1975) e con Mercia Tinker (1978-1990). L'attore ebbe inoltre numerose relazioni sentimentali, una delle quali con l'attrice Carole Landis, morta suicida nel 1948.
Morì all'età di 82 anni a causa di un tumore al pancreas, tre settimane dopo la sua ultima apparizione teatrale, nello spettacolo The Circle di W. Somerset Maugham.

## Filmografia
- The Great Game, regia di Jack Raymond (1930)
- School for Scandal, regia di Thorold Dickinson e Maurice Elvey (1930) (non accreditato)
- Get Your Man, regia di George King (1934)
- Leave It to Blanche, regia di Harold Young (1934)
- All at Sea, regia di Anthony Kimmins (1935)
- La segretaria (Men Are Not Gods), regia di Walter Reisch (1936)
- Patrizia e il dittatore (Storm in a Teacup), regia di Ian Dalrymple e Victor Saville (1937)
- School for Husbands, regia di Andrew Marton (1937)
- Marciapiedi della metropoli (Sidewalks of London), regia di Tim Whelan (1938)
- La cittadella (The Citadel), regia di King Vidor (1938)
- Villa for Sale (1938) - film tv
- Nel mondo della luna (Over the Moon), regia di Thornton Freeland (1939)
- The Silent Battle, regia di Herbert Mason (1939)
- Ten Days in Paris, regia di Tim Whelan (1940)
- Night Train to Munich, regia di Carol Reed (1940)
- Il maggiore Barbara (Major Barbara), regia di Gabriel Pascal (1941)
- Spirito allegro (Blithe Spirit), regia di David Lean (1945)
- I Live in Grosvenor Square, regia di Herbert Wilcox (1945)
- Journey Together, regia di John Boulting (1945) (non accreditato)
- L'amabile furfante (The Rake's Progress), regia di Sidney Gilliat (1945)
- Anna e il re del Siam (Anna and the King of Siam), regia di John Cromwell (1946)
- Il fantasma e la signora Muir (The Ghost and Mrs. Muir), regia di Joseph L. Mankiewicz (1947)
- La superba creola (The Foxes of Harrow), regia di John M. Stahl (1947)
- Il fuggitivo (Escape), regia di Joseph L. Mankiewicz (1948)
- Infedelmente tua (Unfaithfully Yours), regia di Preston Sturges (1948)
- L'assassino arriva di notte (The Long Dark Hall), regia di Reginald Beck e Anthony Bushell (1951)
- Letto matrimoniale (The Four Poster), regia di Irving Reis (1952)
- Riccardo Cuor di Leone (King Richard and the Crusaders), regia di David Butler (1954)
- Sette mogli per un marito (The Constant Husband), regia di Sidney Gilliat (1955)
- Come sposare una figlia (The Reluctant Debutante), regia di Vincente Minnelli (1958)
- Merletto di mezzanotte (Midnight Lace), regia di David Miller (1960)
- Furto su misura (The Happy Thieves), regia di George Marshall (1962)
- Cleopatra, regia di Joseph L. Mankiewicz (1963)
- My Fair Lady, regia di George Cukor (1964)
- Una Rolls-Royce gialla (The Yellow Rolls-Royce), regia di Anthony Asquith (1964)
- Il tormento e l'estasi (The Agony and the Ecstasy), regia di Carol Reed (1965)
- Masquerade (The Honey Pot), regia di Joseph L. Mankiewicz (1967)
- Il favoloso dottor Dolittle (Doctor Dolittle), regia di Richard Fleischer (1967)
- Fenomenal e il tesoro di Tutankamen, regia di Ruggero Deodato (1968) (non accreditato)
- La pulce nell'orecchio (A Flea in Her Ear), regia di Jacques Charon (1968)
- Quei due (Staircase), regia di Stanley Donen (1969)
- Il principe e il povero (Crossed Swords), regia di Richard Fleischer (1977)
- Shalimar, regia di Krishna Shah (1978)
- Ashanti, regia di Richard Fleischer (1979)
- The Fifth Musketeer, regia di Ken Annakin (1979)
- Il giustiziere del passato (A Time to Die), regia di Matt Cimber e Joe Tornatore (1982)

## Teatro
- 1939 - Partita a quattro
- 1956 - My Fair Lady

## Riconoscimenti

### Premio Oscar
- 1964 – Candidatura miglior attore protagonista per Cleopatra
- 1965 – Miglior attore protagonista per My Fair Lady

### Golden Globe
- 1964 – Candidatura miglior attore in un film drammatico per Cleopatra
- 1965 – Miglior attore in un film commedia o musicale per My Fair Lady
- 1966 – Candidatura miglior attore in un film drammatico per Il tormento e l'estasi
- 1968 – Candidatura miglior attore in un film commedia o musicale per Il favoloso dottor Dolittle

### Tony Award
- 1949 - Miglior attore protagonista in un'opera teatrale per Anne of a Thousand Days
- 1957 – Miglior attore protagonista in un musical per My Fair Lady
- 1969 - Premio alla carriera
- 1984 – Candidatura miglior attore protagonista in un'opera teatrale per Heartbreak House

## Doppiatori italiani
- Emilio Cigoli in Infedelmente tua, Furto su misura, Cleopatra[2], Una Rolls-Royce gialla, Il tormento e l'estasi
- Nando Gazzolo in My Fair Lady, Masquerade, Il favoloso Dottor Dolittle, Quei due
- Augusto Marcacci in Patrizia e il dittatore, Il fantasma e la signora Muir, La superba creola
- Giulio Panicali in Marciapiedi della metropoli
- Gino Cervi in Spirito allegro[3]
- Bruno Persa in Riccardo Cuor di Leone
- Sergio Fantoni in Come sposare una figlia
- Gualtiero De Angelis in Merletto di mezzanotte
- Arturo Dominici in Il principe e il povero
- Giorgio Piazza in Ashanti
- Sergio Di Giulio in La segretaria (ridoppiaggio)
- Rodolfo Baldini in Anna e il re del Siam (ridoppiaggio)